# Tour Bleue
La Tour Bleue est le nom de l'Hôtel de police de la Zone de police Charleroi. Conçue par l'architecte français Jean Nouvel et Mdw Architecture, elle se situe sur le site de la caserne Defeld, le long du boulevard Mayence et voit le jour en 2014. Avec ses 75 mètres, il est le deuxième bâtiment le plus haut de la ville après le Centre Albert (82 m) et avant le beffroi de l'hôtel de ville (70 m).

## Histoire
La pose de la première pierre a lieu le 12 septembre 2012.
L'installation de l'enveloppe en bois, réalisée par la société SIBOMAT, a duré neuf mois.
La tour a été inaugurée officiellement le vendredi 14 novembre 2014.
Elle a vocation à accueillir les policiers locaux qui occupaient alors le Commissariat de la Police communale de Charleroi.
Le 6 août 2016, elle est le théâtre d'une attaque terroriste de l'état islamique contre deux policières, lesquelles sont blessées dont une grièvement.

## Description
Le bâtiment bénéficie d'une superficie de 25 000 m2 et atteint une hauteur de 75 mètres, pour un budget d'environ 50 millions d'euros.
Le groupe d'entreprise chargé des travaux de construction est le groupe CFE Belgique (CFE Brabant, BAGECI, BPC).
La Tour Bleue est un bâtiment passif pourvu d'une enveloppe extérieure en bois réalisée par l'entreprise SIBOMAT. Cette ossature apporte bien des avantages en matière d'isolation et d'étanchéité à l'air. L'enveloppe en bois a été ensuite recouverte de briques bleues justifiant l'appellation de « Tour bleue » qui rappelle la couleur de la police.
Par sa forme et sa couleur, la tour elliptique bleue n’est pas sans évoquer le minaret Kalta Minor de Khiva en Ouzbékistan.
Le soir, un dispositif lumineux rotatif est en place au dernier étage[réf. souhaitée].

## Affectation du site

Travaux réalisés à l'ancienne caserne Defeld.
Construction de la Tour bleue de l'hôtel de police et extension de Charleroi/Danses.

Le nouvel hôtel de police a été construit sur le lieu de l'ancienne caserne Defeld, tout en gardant et rénovant les deux ailes en brique rouge des infrastructures antérieures. 
Ces dernières abritaient la Gendarmerie de Charleroi. Les collections du Musée des Beaux-Arts de Charleroi ont récemment été transférées depuis le Palais des Beaux-Arts de Charleroi dans le nouvel écrin de l'aile nord de la caserne Defeld. L'inauguration du musée réaménagé a eu lieu le 17 décembre 2022.

## Prix
Le bâtiment est primé en 2012 aux MIPIM Awards dans la catégorie « Projets futurs ».